# Метью Белламі
Метью Джеймс Белламі (англ. Matthew James Bellamy, * 9 червня 1978, Кембридж, Англія) — вокаліст, гітарист, клавішник та автор більшості пісень рок-гурту «Muse». Має високий голос (тенор) і відомий своїми вокальними партіями, виконаними фальцетом, які гармонійно звучать разом з гітарою та клавішними. Неодноразово був названий найкращим гітаристом та найсексуальнішим рокером, журналами Cosmopolitan, Kerrang!, Q, Classic Rock і Total Guitar.

## Біографія
Його батько — Джордж Белламі — мав безпосередній стосунок до музики (єдиний з батьків всіх трьох учасників Muse), він грав на гітарі в складі кількох груп, причому одна з них — вельми успішна The Tornados. Мати Метта була дивакувата, і часто приходячи зі школи, він чув, як вона розмовляла з мертвими, причому, не використовуючи ніяких спіритичних пристосувань. У нього є старша зведена сестра (дочка батька від попереднього шлюбу) і брат.
1990 році сім'я Меттью Белламі перебралася до приморського містечка Тінмут, графство Девон. Виснажлива спека влітку, лютий холод взимку — те, до чого важко звикали всі жителі. «Якщо тобі від 13 до 18, це місце здається справжнім пеклом. Все, що ми робили — курили і слухали музику. Більше нам нічим там було зайнятися», — згадує Меттью. У сім'ї був достаток, і у Метта було все, що йому хотілося. Але через кілька років батьки розлучилися, і все змінилося в його житті. Він жив у бабусі, і саме в той час почав серйозно займатися музикою. Це стало для нього потребою.
Щоб потрапити до популярної місцевої групи Домініка Говарда Gothic Plague, Меттью починав учитися грати на гітарі. Коли в Gothic Plague звільнилося місце гітариста, Меттью скористався цим шансом. Протягом кількох наступних років у групі весь час змінювався склад. Метт потім скаже зі сміхом: «Всі інші втекли, не витримавши моєї компанії…»
Саме в той час Меттью починав писати власні пісні, які не викликали захоплення слухачів, що не лякало автора. Як пізніше згадуватиме Кріс, басист Muse: «Навпаки, ми все більше схилялися до того, щоб продовжувати писати і грати власні пісні. Спочатку ми грали в порожніх клубах, але ми пообіцяли собі, що ми не будемо виконувати кавер-версії, і ми дотримали слова».
Після закінчення школи Метт подався в подорож по Європі. Він відвідав Італію та Іспанію, де познайомився з одним іспанським гітаристом, у якого йому вдалося повчитися грі на іспанській гітарі в стилі фламенко, та й взагалі уму-розуму. Деякий час він перебував у Греції. Під час подорожі з ним трапилася любовна історія. Саме в Греції народилася пісня, названа «Muscle Museum», дивним поєднанням слів, знайдених Меттом в кишеньковому словнику поряд із назвою його групи.
На початку 1997 року Метт працював художником і оформлювачем. Він грав у вільний час з хлопцями, які теж знайшли собі роботу: Кріс працював помічником у гітарному магазині, а Домінік задовольнявся випадковими заробітками. На одному з пересічних концертів влітку 1997 року з групою зустрівся представник лейблу Dangerous Records і запропонував їм записатися у студії. Це поклало початок славі Muse як музичної групи і самого Белламі.
У виданому у вересні 2003 року альбомі Absolution помітний перехід від бурі емоцій, які наповнювали попередні альбоми Muse до більш зважених і тонких лірично-депресивних настроїв. Найімовірнішим видається, що у Мета виникли проблеми з самоідентифікацією в результаті різко зрослої популярності. Головною проблемою, яку створює йому Muse, Метт називає повну відсутність нормального особистого життя. Жінки дивляться на нього як на зірку, а не як на звичайного провінційного хлопця. Відомо лише, що Метт усвідомлював ту зміну звучання альбому, яка в підсумку вийшла, і дуже переживав з приводу того, як його сприймуть слухачі.
Захоплення Белламі теорією світової змови виявилося після релізу альбому Absolution, одна з пісень якого «Ruled By Secrecy» («Таємно керовані») названа за мотивами книги Джима Маррса (англ. Jim Marrs) «Таємна влада» («Rule By Secrecy»). Бі-сайд пісня «Futurism» також зачіпає тему можливого безрадісного майбутнього.
Загадки, що стосуються Ілюмінатів, з'явилися під час пошуку скарбів, який Muse влаштували для фанатів в 2005 р. в рамках акції MTVU «Вторгнення в Університет» («MTVU Campus Invasion Tour») і зашифрованих послань, пов'язаних з майбутнім виходом їхнього нового альбому. Інтерес Белламі до метафізики також очевидний.

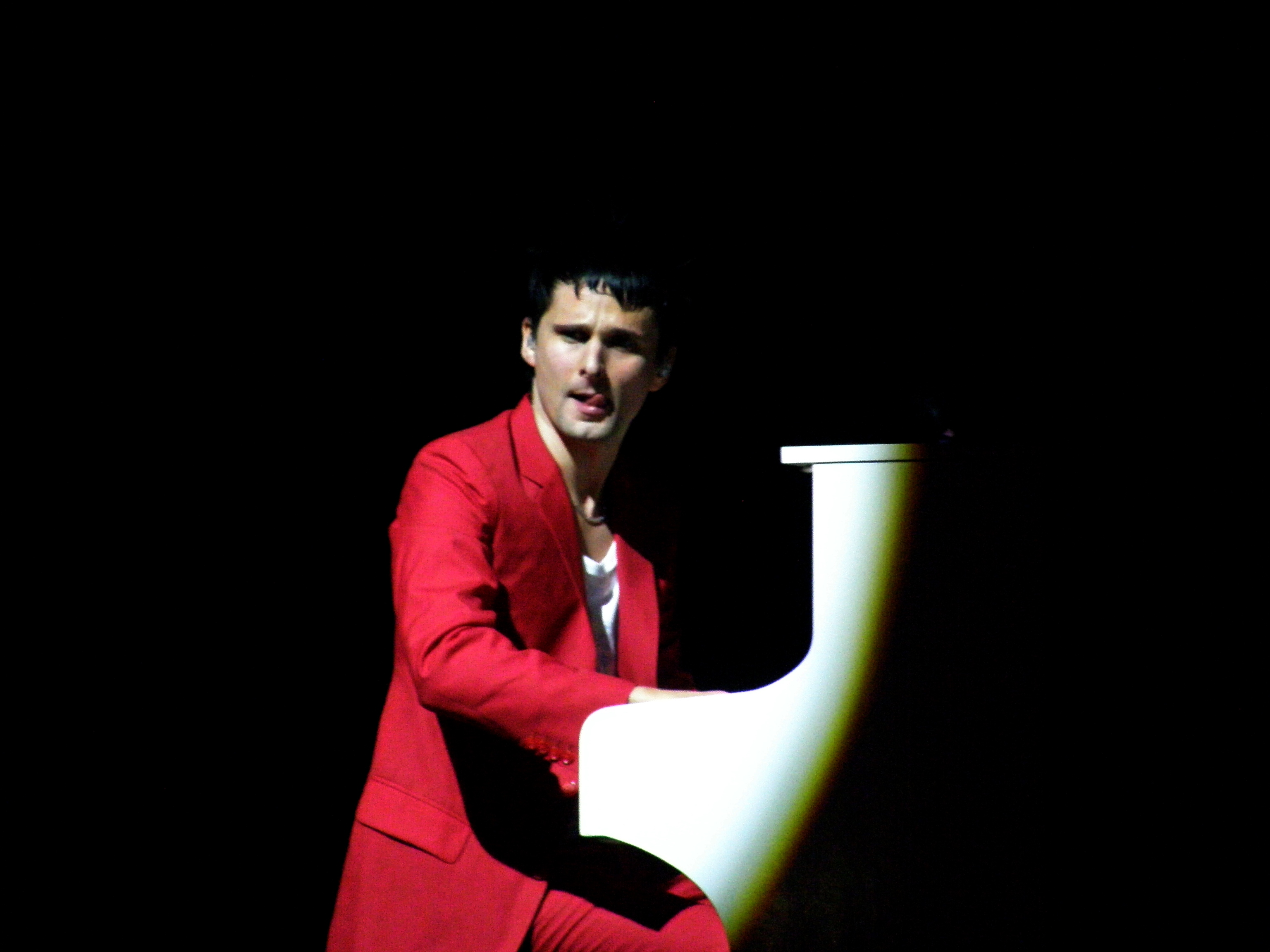
Метью за фортепіано (2007 рік)

В альбомі Muse «Black Holes and Revelations» Белламі виявляє набагато більший оптимізм у порівнянні з ранніми, похмурішими темами, все ще дотримуючись колишніх своїх концепцій. Трек Exo-Politics («Космо-політика») відсилає слухача до загрози прибульців Зета, і припускає, що «наші лідери приховують від людей правду» («it's just our leaders in disguise»), порушуючи тему теорії змови, відповідно до якої уряду приховують факти вторгнення прибульців. Цю проблему активно розробляє Стівен Ґрір (англ. Steven Greer) пропонуючи всім, у кого є така можливість (добровільним інформаторам суспільства, які мають доступ до закритих джерел, на кшталт останнього німецького вченого Вернера фон Брауна, який працював на НАСА) політикам, ЗМІ та глядачам з усього світу брати участь у його проекті «Викриття» (Disclosure Project).

### Особисте життя
У квітні 2011 року Белламі заручився з Кейт Гадсон. 9 липня 2011 у пари народився син Бінгхем «Бінг» Хоун Белламі. 9 грудня 2014 було оголошено про розірвання заручин. З 2015 року Белламі зустрічається з актрисою та моделлю Елль Еванс 23 грудня 2017 року стало відомо, що вони заручились.

## Особистість
Белламі — сором'язлива людина. Розмовляє дуже швидко.
В інтерв'ю журналу Q, назвав себе лібертаріанцем. Любить грати в покер.

## Творчий вплив
Джимі Хендрікс вплинув на бажання 15-річного Белламі грати на гітарі, коли той побачив виступ, де він підпалює гітару.
У числі груп і музикантів, котрі справили на нього вплив, Метт в різний час називав Nirvana, Primus, Тома Вейтса і Тома Морелло.

## Музичний стиль
Метью є прихильником колективу Монті Пайтон. В одному із інтерв'ю він сказав, що вони у Muse підходять до музики так само, як Монті Пайтон до комедії.

### Вокал
Фальцет Метта — одна з відмітних особливостей групи Muse. В одному з інтерв'ю напарник Метта, ударник Домінік Говард згадував, що у Метта незвично маленькі голосові зв'язки[джерело?], що й обумовлює його здатність співати у високому діапазоні. Його манеру співу порівнюють з Фредді Мерк'юрі з Queen, Томом Йорком з Radiohead, Ексл (Axl Rose) з Guns N 'Roses, Джиммі Некк (Jimmy Gnecco) з Ours, Емілі Вордсуорт (Emilé Wordsworth), Боно, і, головним чином, з Джефом Баклі (Jeff Buckley), який, на думку самого Белламі, мав найбільший вплив на його творчість.

### Композиторство і гра на інструментах
Стиль гри Белламі на фортепіано навіяний творами піаністів романтичного напряму, такими, як Сергій Рахманінов, результатом чого є сплав класичного романтизму та рок-музики, такий характерний для багатьох пісень Muse. Зокрема, композиції «Space Dementia», «Megalomania», «Ruled by Secrecy» містять неточні цитати з першої частини Концерту для фортепіано з оркестром № 2 Рахманінова, а «Butterflies and Hurricanes» — з каденції третьої частини.
У своїх виступах Белламі часто вдається до довгих романтичних фортепіанних соло. Прелюдія Соль-мінор у мелодійному мінорі відкриває «Screenager» у збірці «Hullabaloo Soundtrack», яка була зіграна наживо.
Альбом «Black Holes and Revelations» звертається до російського композитору романтичного напряму П. І. Чайковського. У пісні «Hoodoo», ближче до кінця, можна почути початкові акорди його Концерту для фортепіано з оркестром № 1, які звучать у мінорі, перед тим, як вступають інші інструменти.
Деякі особливості своєї гри на гітарі Белламі пояснює впливом Джимі Гендрікса і Тома Морелло з Rage Against the Machine. Очевидні запозичення з останнього присутні на другому альбомі «Origin of Symmetry» в більшості пісень Muse, заснованих на риф-партіях, і виражаються в широкому використанні Белламі ефектів швидкозмінних тонів (pitch-shifting effects) у його соло, як наприклад, у випадку з «Invincible» з альбому «Black Holes and Revelations». Белламі також поділяє любов Морелло до незвичних та ексклюзивних примочок для своєї гітари.

### Концертні виступи

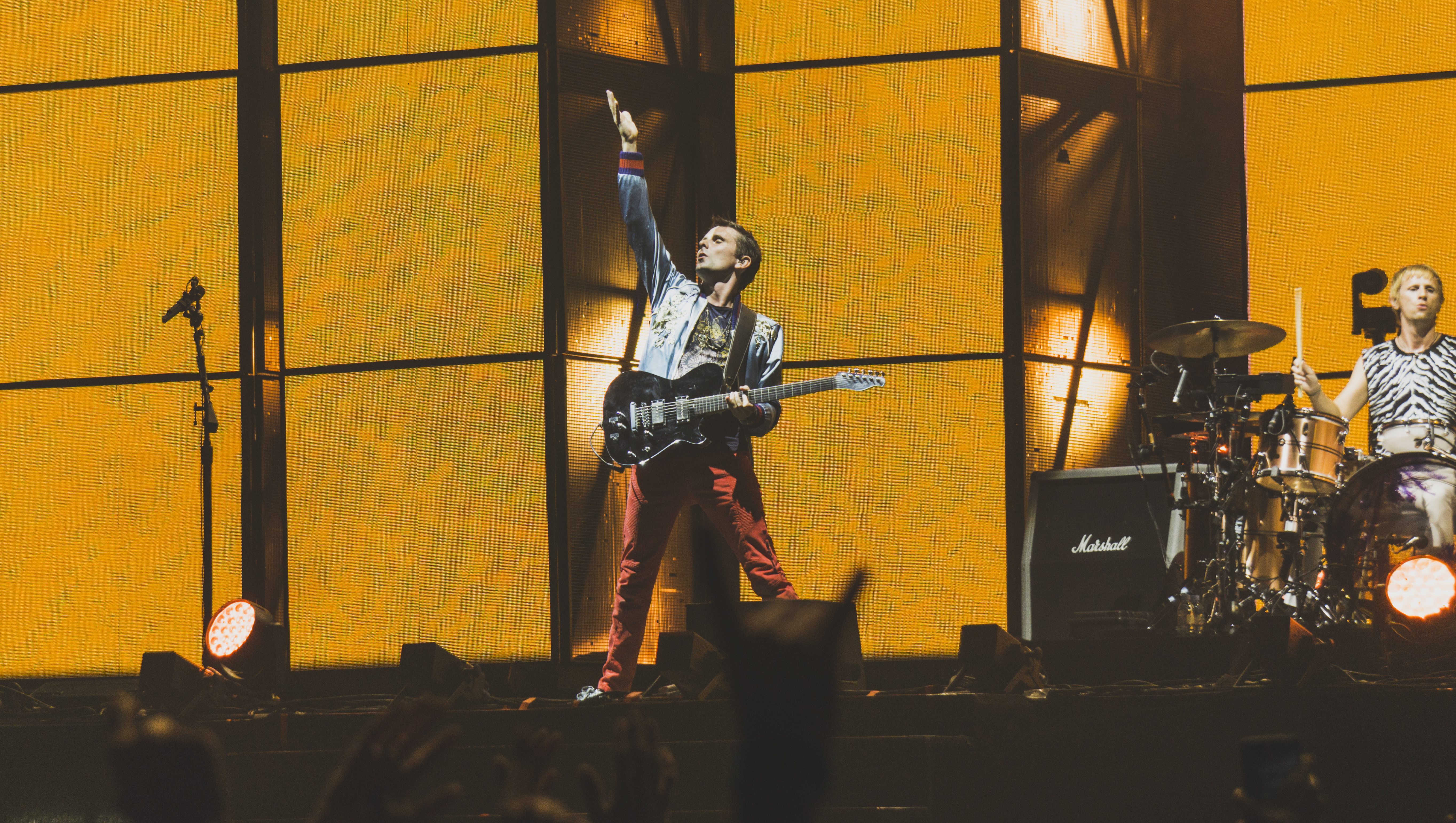
Метт під час виступу на Reading Festival 2017

Белламі відомий концертними виступами. Виконання більшості своїх пісень він супроводжує активними сценічними імпровізаціями. Наприклад, виконуючи «Plug In Baby», він підстрибує і крутиться на сцені, виконуючи найскладніші рифи. Його виступи часто включають це кружляння в стрибку і проштовхування гітари між ніг. Такі пісні як «Knights of Cydonia» і «Stockholm Syndrome» відомі як найулюбленіші його концертні речі. Найвідоміші живі виступи Muse включають Reading Festival в 2002 і 2006 рр., Паризький концерт 2002 р. «Live at la Zenith», що ліг в основу першого DVD групи Hullabaloo, Glastonbury Festival в 2004 р, на якому група була представлена хедлайнером, та виступи 16 та 17 червня 2007 р. на відкритті стадіону Вемблі в Лондоні.

### Музичне обладнання
Белламі користується гітарами, виготовленими на його замовлення Г'ю Менсоном, засновником Manson Guitar Works, але має багато гітар інших виробників: Fender Aloha Stratocaster (одна з найулюбленіших і дорогих гітар Метта), Gibson Les Paul DC Lite, Gibson SG, Jackson Randy Rhoads (custom) a Parker Fly, Peavey EVH Wolfgang і Yamaha Pacifica.
Yamaha Pacifica 120 SC довгий час була основним інструментом Метта. Майже незамінна гітара раннього періоду. Белламі обладнав її двома гамбекерамі DiMarzio і оснастив системою зняття звуку Roland GK-2a, спеціально для використання з гітарним процесором Roland VG-8. Також на концертах того часу часто використовувалися Peavey Wolfgang EVH і дивна помаранчева гітара — EMEX Londaxe, відома по відео Uno.
Gibson Les Paul DC Lite — основна гітара турів 2000-го року. Так само як і більшість сценічних гітар використовувалася з процесором Roland VG-8. Мет зламав її в Дублінської Олімпії об Marshall 4 x 12 cabinet.
Метт: «Голова грифа була приклеєна назад, так що все нормально, просто стала трохи крихкою.»
Fender Aloha Stratocaster належить до обмеженої серії гітар Fender, випущених в кількості 153 штук. Гітара Метта — 74-а. Вона зроблена 1995 року, деку вкрито алюмінієм. Модель цієї гітари присвячена Фредді Таварес (1913—1990). Це гавайська гітаристка, яка зіграла важливу роль у проєктуванні моделей Fender Stratocaster.
Форму відомої гітари Manson можна вважати гібридом Ямахи Пацифики (Yamaha Pacifica), Фендера Телекастер, Шектера (Schecter) і Годен Тріумф (Godin Triumph). Ця форма отримала назву «Меттокастер»: так само, як називаються серійні гітари Фендер.
Перший і найвідоміший — сріблястий Manson DeLorian. Белламі придумував, як поліпшити її основні характеристики, а Х'ю Менсон допомагав йому це реалізовувати. Дека зроблена з тополі і вкрита алюмінієм, гриф — з клена, накладка на грифі — палісандр. Гітара має вбудований Z. Vex Fuzz Factory, який дає Белламі неповторний звук і можливість використовувати керований зворотний зв'язок. Крім того, у неї є фейзер MXR Phase 90, midi-звукознімач (поліфонічний) Roland GK-2a та звукознімачі Seymour Duncan і Kent Armstrong. Всі інші його «Менсони» витримані у схожому дизайні (крім семиструнної гітари, спочатку передбаченої не для Мета), мають лише невеликі відмінності в звукознімачах і примочки. Постійними залишаються тільки вбудовані Z. Vex Fuzz Factory і MXR Phase 90.

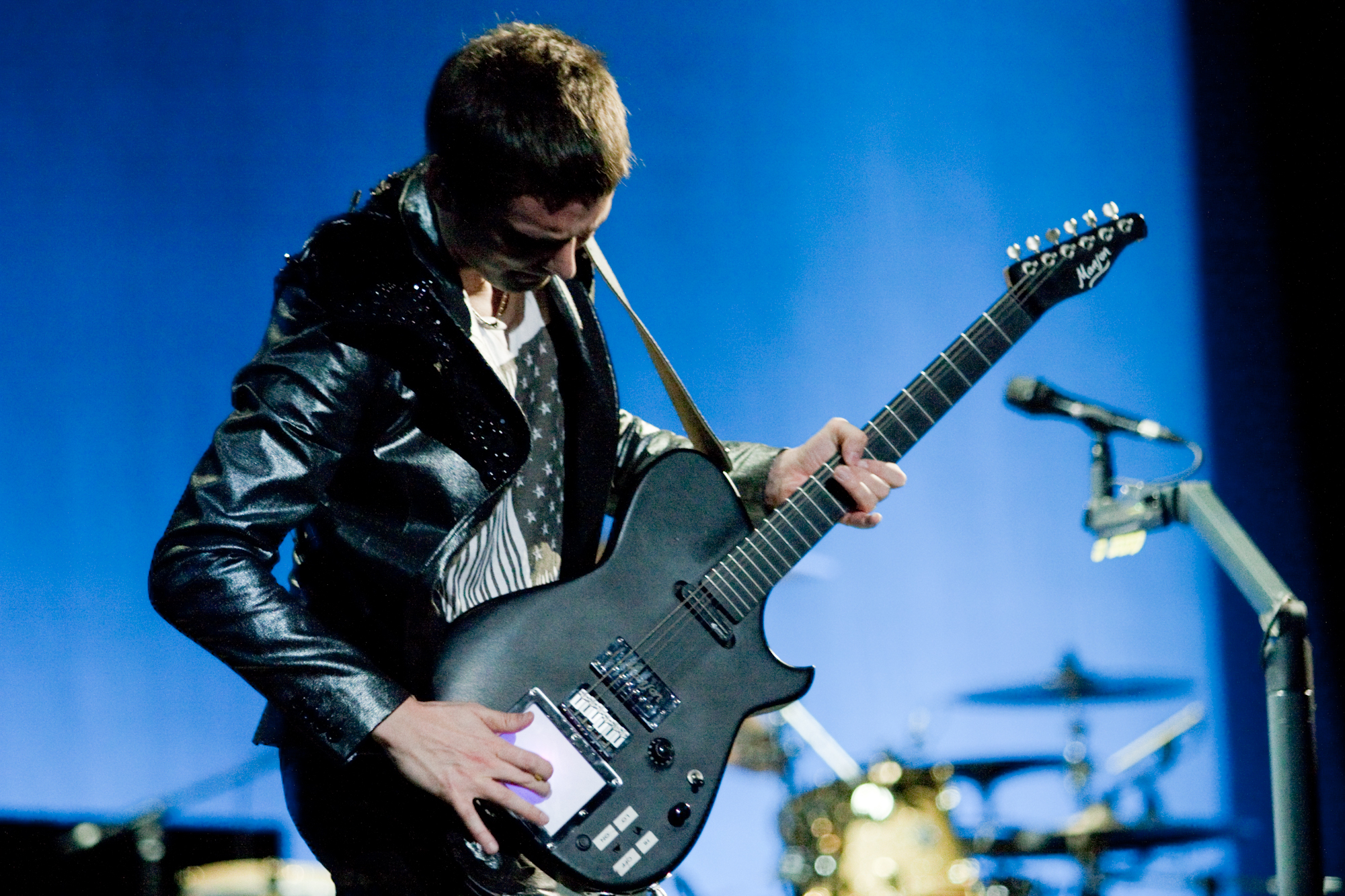
Белламі з його гітарою Manson Black MIDI (або MB-1)

Чорний «Менсон» Метта має MIDI смужку (тач-пад), яка через апаратний MIDI-інтерфейс керує зовнішньою педаллю Digitech Whammy WH4. У грифі встановлені світлодіоди блакитного спектру фірми Sims Custom LEDs. Основною відмінністю Чорного Менсона є вбудована педаль Z. Vex Wah Probe. Це стандартний Wah — ефект, контролюється блискучою мідною пластиною, прикрученою на передній панелі гітари. Принцип роботи такий самий, як у терменвоксу. Ця пластина виконує роль антени, навколо якої утворюється куля радіочастотної енергії. Чим ближче ваша рука наближається до пластини, тим яскравіше стає Wah-ефект. Гітара обладнана трьома звукознімачами: бріджевий — Kent Armstrong Motherbucker, нековий — Seymour Duncan Hot P90, а також на гітарі біля грифу встановлено звукознімач Fernandes Sustainer pickup system. Він приводиться в дію перемикачем, який, у свою чергу, з'єднаний з бріджевий гамбекером Kent Armstrong Motherbucker. Над MIDI тач-падом знаходиться важіль-перемикач, який спаяний із звукознімачами за схемою ON / OFF / ON. Ця схема називається Toggle Kill Switch (в середньому положенні тумблера йде обрубка сигналу з робочого звукознімача). Подібні схеми давно стали неофіційними брендом Тома Морелло. Перемикач присутній на більшості «Менсонів». Іноді Метт використовує цей перемикач під час живих виконань Plug In Baby.
Manson Bomber потрібно було виготовлено в стислі терміни. Спочатку гітара повинна була бути з дзеркальним покриттям. У Г'ю Менсона не було технології хромування дерева, і він звернувся до Мартіна Сімса. Гітару потрібно було зробити дуже швидко, щоб встигнути до туру Muse. У поспіху хромування пройшло невдало. Деякі місця на гітарі вийшли не дзеркальними, а матовими, до того ж на верхній частині деки були дрібні плями. Г'ю вирішив проблему, придбавши на місцевому складі металобрухту коробку алюмінієвих заклепок від якогось літака часів Другої світової війни. На коробці був напис «1945». Можливо, це був винищувач «Спітфайр» або щось в цьому роді. Далі Г'ю просвердлив в деці отвори і вставив у них заклепки, щоб вона виглядала, наче зроблена з листа металу. Пензликом-розпилювачем, в потрібних місцях, Г'ю наніс на гітару пурпурово-синій відтінок.
|              | Я намагався зробити так, щоб гітара виглядала на кшталт обгорілого крила бомбардувальника B-52. На щастя вона вийшла дивовижною і звучить чудово. |
| — Г'ю Менсон | |

Варто відзначити, що ця гітара не має вбудованих ефектів, присутній тільки контроль над зовнішньою педаллю Digitech Whammy WH4 як біля Чорного «Менсона» і whammy presets controller (на задній панелі). Два звукознімача від Rio Grande: бріджевий-модель CrunchBox, нековий-модель JazzBar, а також встановлені Floyd Rose double locking tremolo system і тумблер Toggle kill switch.

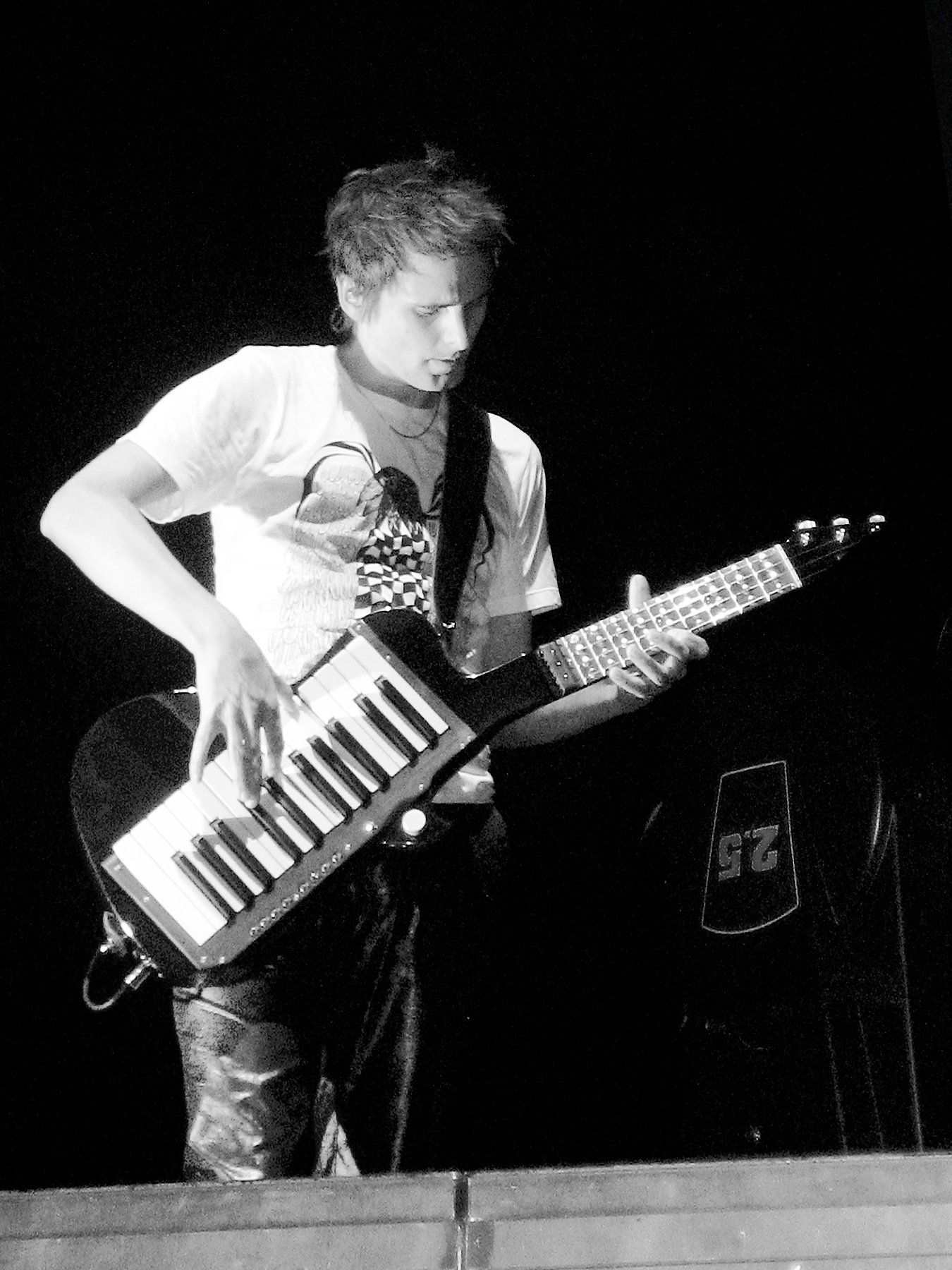
Метью грав на клавітарі під час виконання «Undisclodes Desires» у 2010 році

Для альбому Black Holes and Revelations, він придбав нову гітару «Black Kaoss Manson». Гітара відрізняється двома Hot P-90 на бриджі, Fernandes Sustainer System на грифі і Kaoss Pad'ом. Також Метт купив M1D1 Manson, яка схожа на «Black Kaoss Manson», але на підставці використовується гамбакер Bare Knuckle Nail Bomb, а на грифі — Fernandes Sustainer System (модель FSK-101, яка є різновидом хамбакера останньої). Відомо також, що на сцені він використовує модель Jackson Randy Rhodes, а перед цим грав ще на Ibanez. Белламі використовує підсилювачі Diezel VH4, які виготовлені вручну в Німеччині, разом з Marshall Mode Four cabinets, Soldano Cabinets і Line 6 Digital Effects.
Метт: «Ми використовуємо Marshall, тому що коли ми на них стрибаємо, вони все ще працюють, і звук … дуже хороший звук.»
Більшість рекових ефектів (rack effects) Белламі створюються модулями Line 6. Модулі ефектів досить масивні і розташовані в рек-стійці одного з підсилювачів Diezel. Через MIDI-інтерфейс всі ефекти послідовно з'єднані між собою за допомогою Midi Solutions T8 Thru Box і Rocktron All Access Midi Controller. Останній також перебуває у Белламі на сцені поряд з Ernie Ball Vlume / Expression Pedal, Korg Rack Tuner і перемикачем A / B box. Його студійний ланцюг ефектів також включає Nord Modular.
В альбомі «The Resistance», при виконанні «Undisclosed Desires» використовувалася клавітара, також виробництва Менсона.
У 2009 році Белламі спільно з Manson Guitar Works створили іменну серію гітар Manson MB Series, яка, по суті, була реплікою його особистої гітари Manson M1D1. Коштовність і велика трудомісткість виготовлення гітар від Менсона змусило їх задуматись про розробку дешевшого аналога. Так Manson оголосили про співпрацю з Cort, і результатом цієї співпраці стала Cort MBC-1 Matthew Bellamy Signature. Прем'єра відбулась на виставці NAAM в січні 2015 з ціною 500£.

## Досягнення
У 2002 році Меттью Белламі зайняв 29 місце в списку 100 найкращих гітаристів світу за версією журналу «Total Guitar», а його риф з Plug In Baby за опитуваннями опинився на 14 позиції в «Top 100 Riffs». Той же риф був відзначений альманахом «Rock and Pop» журналу «Q-magazine» серед найкращих коли-небудь зіграних рифів. Додатково до цього, за результатами голосування «Top 100 Riffs of all time» австралійської радіостанції «Triple J», риф з Stockholm Syndrome був визнаний найбільшим рифом всіх часів, обігнавши «Smells Like Teen Spirit» Nirvana та інші не менш легендарні речі. Plug In Baby також увійшла до ТОП-20.
У квітні 2005 р. журнал «Kerrang!» За результатами опитування присвоїв Метту 28 місце в списку «50 найсексуальніших людей зі світу рок-музики», в тому числі, і як своєму доморощеному гітаристу номер 1. Не залишився осторонь і модний Cosmopolitan, присудивши Метту звання найсексуальнішого рокера 2003 і 2004 років. Журнал NME поставив його на 14 сходинку найбільших рок-н-рольних героїв усіх часів і народів, піднявши його над Ленноном, Діланом і багатьма іншими музичними кумирами.
25 вересня 2008 року університет Плінмута нагородив учасників Muse докторською ступіню гонорис кауза за їх внесок у сфері музики.
У 2009 році журнал Classic Rock включив Белламі в свій список найкращих гітаристів усіх часів.
Q Magazine в травневому номері за 2010 рік у списку найбільших фронтменів помістив Белламі на восьму сходинку, вище Маккартні і Леннона.
2012-го року, Метью потрапив до Книги рекордів Гіннеса за найбільшу кількість розбитих гітар в турі «Absolution»(2004) — 140 гітар.

### Нагороди та номінації
Про нагороди Muse, див. нагороди і номінації Muse.
Журнал NME багаторазово відмічав Белламі як Найсексуальнішого Чоловіка(англ. Sexiest Male, 4 перемоги, 1 номінація) і двічі визнав його Героєм Року (англ. The Hero Of The Year, 2001 і 2012 року).
| Рік  | Номіновано    | Категорія                     | Нагорода  | Результат | Дж     |
| ---- | ------------- | ----------------------------- | --------- | --------- | ------ |
| 2001 | Метью Белламі | «Герой Року»                  | NME Award | Перемога  |        |
| 2007 | Метью Белламі | «Найсексуальніший виконавець» | NME Award | Перемога  | [ 20 ] |
| 2009 | Метью Белламі | «Найсексуальніший виконавець» | NME Award | Перемога  |        |
| 2010 | Метью Белламі | «Найсексуальніший виконавець» | NME Award | Перемога  |        |
| 2011 | Метью Белламі | «Найсексуальніший виконавець» | NME Award | Перемога  |        |
| 2012 | Метью Белламі | «Найсексуальніший виконавець» | NME Award | Номінація |        |
| 2012 | Метью Белламі | «Герой Року»                  | NME Award | Перемога  |        |
| 2013 | Метью Белламі | «Найсексуальніший виконавець» | NME Award | Перемога  |        |

## Інший бізнес
Белламі спільно з колишньою дівчиною Кейт Хадсон має винний бізнес. Також, займається фермерством у Девоні, тримає овець.

## Цікаві факти
- Найвищий тембр свого голосу Muse використовує у пісні Showbiz ;
- Голосові зв'язки Мета дуже малі, це дозволяє йому брати такі високі ноти.